# 托尔托雷拉
托尔托雷拉（義大利語：Tortorella），是意大利萨莱诺省的一个市镇。总面积49平方公里，人口584人，人口密度11.9人/平方公里（2009年）。ISTAT代码为065150。